# عينا التنين (رواية)
عينا التنين هي رواية فانتازيا للكاتب الأمريكي ستيفن كينغ، نشرت دار فلتروم بريس نسخة محدودة منها بطبعة مغلفة ومجلدة في البداية عام 1984، وأدى كينيث آر. لينكهاوسر الرسومات في الرواية. نشرت دار فايكنج الرواية لاحقًا في السوق الكبرى عام 1987، وأدى ديفيد بالادايني الرسومات. نقحت هذه النسخة التجارية بشكل طفيف من أجل النشر. لم تحو النسخة باللغة الفرنسية من عام 1995 الرسومات الأمريكية، بل احتوت رسومات جديدة بريشة كريستيان هاينريك، واحتوت النسخة الفرنسية الجديدة من عام 2016 على رسومات أخرى حديثة بريشة نيكولا دوفو.
في فترة النشر، كانت تلك الرواية شذوذًا عن القاعدة بالنسبة لكينغ، الذي اشتُهر بروايات الخيال العلمي والرعب. يندرج هذا الكتاب ضمن فئة الفانتازيا الملحمية، وتدور أحداث الرواية في بيئة شبيهة بالعصور الوسطى، وتجسد بوضوح معركة بين الخير والشر، ويلعب فيها السحر دورًا كبيرًا. كان الاسم الأصلي لهذه الرواية هو المناديل الورقية.

## الحبكة
تدور أحداث الرواية بشكل كامل ضمن مملكة ديلاين (والمتموضعة داخل الأرض كما جاء في سلسلة برج الظلام). تُروى الأحداث من منظور الراوي، والذي يتحدث مصادفة وبصراحة إلى القارئ، وغالبًا ما يضيف تعليقاته الخاصة على دوافع الشخصيات.
يسعى فلاغ، ساحر الملك رولاند، إلى تدمير مملكة ديلاين، ثم يلحظ أن مخططاته فشلت بسبب طيبة قلب الملكة ساشا. وعقب إنجاب ساشا طفلها بيتر، وهو من أصل نبيل وأهل لمنصب الملك في المستقبل، يدرك فلاغ أن منصبه ومخططاته وحياته في خطر بسبب بيتر. عندما تحمل ساشا بطفل آخر، يستغل فلاغ الفرصة ويرغم مولّدة الملكة على قتلها عندما يولد ابنها الثاني، والذي يُدعى توماس. تنزف ساشا حتى الموت، ويبدأ فلاغ بالتآمر ووضع الخطط كي يتخلص من بيتر. عندما يصبح بيتر مراهقًا، يبدأ طقسًا تقليديًا يتمثل بإحضار كأس من النبيذ لوالده قبل موعد النوم في كلّ ليلة. يقرر فلاغ استغلال تلك المعلومة من أجل تدبير مكيدة لبيتر. فيحلُّ سمًا يدعى «رمل التنين» في زجاجة النبيذ، ويحضرها للملك بعد مغادرة بيتر. سابقًا، حاول فلاغ نيل صداقة توماس، فأخبر توماس عن ممر سري بإمكانه استخدامه للتجسس على والده. وعندما أحضر فلاغ السم للملك، ولم يكن مدركًا أمر الممر السري، وبينما كان توماس يراقب عبر العين الزجاجية لرأس التنين الذي اصطاده والده رولاند، والمدعو نينر التنين، كان فلاغ يضع الدليل الذي سيدين بيتر من خلاله.
بعد محاكمة قصيرة يوجه فيها القاضي تهمة ارتكاب الجريمة لبيتر، يُزج الأخير في زنزانة ضمن برج ضخم يُدعى الإبرة، موجود في مركز المدينة. يُنصّب بعدها توماس ملكًا، على الرغم من أن عمره لم يتجاوز الإثني عشر عامًا. وبسبب صغر سنّه وقلة خبرته، يمنح توماس مقدارًا هائلًا من السلطة لفلاغ. ينجح بيتر خلال الفترة الأولى من إقامته الطويلة في برج الإبرة بإرسال رسالة إلى القاضي الذي وجه الاتهامات إليه، والمدعو أنديرس بيينا، وكتب فيها طلبات غير مؤذية، تتمثل بحصوله على منزل الدمى القديم الذي امتلكته والدته، وحصوله على مناديل ورقية مع كل وجبة يحصل عليها. أثارت تلك الطلبات حيرة بيينا، ولكن بما أنها لن تسبب أي ضرر، فقرر القاضي منحه تلك المطالب. بعد 5 أعوام، يهرب بيتر من برج الإبرة، فكان يستخدم لعبة دولاب النول المُرفقة في بيت الدمى، ويحيك خيوطًا من المناديل التي تلقاها كل يوم، فصنع بذلك حبلًا مكنه من الهروب. وبعد هروبه، يسرع وحلفاؤه للحصول على قوس وسهام رولاند. لكنه لم يجدها لأن توماس استولى عليها عندما دخل إلى «غرفة جلوس» الملك. أما فلاغ، الذي كُشفت حقيقته الشيطانية، فيصمم على قتل بيتر وتوماس بعدما كشف توماس سره وأخبر فلاغ أنه رآه يدس السم لرولاند. يطلق توماس السهم ويصيب عين فلاغ، لكن يلجأ الأخير إلى السحر ليختفي ويهرب. في نهاية الرواية، يُنصب بيتر ملكًا شرعيًا.